# Изотопы флеровия
Изото́пы флеровия — разновидности атомов (и ядер) химического элемента флеровия, имеющие разное содержание нейтронов в ядре. На данный момент известны 5 изотопов флеровия и ещё 2 окончательно не подтверждённых возбуждённых изомерных состояния некоторых его нуклидов. В природе ни один из его изотопов не обнаружен. Самым долгоживущим известным изотопом является 289Fl с периодом полураспада 2,6 секунды, однако неподтверждённый изотоп 290Fl может иметь период полураспада 19 секунд.

## Таблица изотопов флеровия
| Символ нуклида | Z(p)                | N(n)                | Масса изотопа (а. е. м.) | Период полураспада (T1/2) | Канал распада | Продукт распада | Спин и чётность ядра |
| Символ нуклида | Энергия возбуждения | Энергия возбуждения | Энергия возбуждения      | Период полураспада (T1/2) | Канал распада | Продукт распада | Спин и чётность ядра |
| -------------- | ------------------- | ------------------- | ------------------------ | ------------------------- | ------------- | --------------- | -------------------- |
| 284Fl          | 114                 | 170                 |                          | 2,5 мс                    | СД            | (разные)        | 0+                   |
| 285Fl          | 114                 | 171                 | 285,18364(47)#           | 100 мс                    | α             | 281Cn           | 3/2+#                |
| 286Fl          | 114                 | 172                 | 286,18424(71)#           | 130 мс                    | СД (60%)      | (разные)        | 0+                   |
| 286Fl          | 114                 | 172                 | 286,18424(71)#           | 130 мс                    | α (40%)       | 282Cn           | 0+                   |
| 287Fl          | 114                 | 173                 | 287,18678(66)#           | 510(+180-100) мс          | α             | 283Cn           |                      |
| 287Fl          | 114                 | 173                 | 287,18678(66)#           | 510(+180-100) мс          | ЭЗ?           | 287Nh           |                      |
| 288Fl          | 114                 | 174                 | 288,18757(91)#           | 0,8(+27−16) с             | α             | 284Cn           | 0+                   |
| 289Fl          | 114                 | 175                 | 289,19042(60)#           | 2,6(+12−7) с              | α             | 285Cn           | 5/2+#                |
| 290Fl          | 114                 | 176                 |                          | 19 с?                     | ЭЗ            | 290Nh           | 0+                   |
| 290Fl          | 114                 | 176                 | α                        | 19 с?                     | 286Cn         |                 | 0+                   |

1. ↑  Открытие этого изотопа не подтверждено

### Пояснения к таблице
- Значения, помеченные решёткой (#), получены не из одних лишь экспериментальных данных, а (хотя бы частично) оценены из систематических трендов у соседних нуклидов (с такими же соотношениями Z и N). Неуверенно определённые значения спина и/или чётности заключены в скобки.

- Погрешность приводится в виде числа в скобках, выраженного в единицах последней значащей цифры, означает одно стандартное отклонение (за исключением распространённости и стандартной атомной массы изотопа по данным ИЮПАК, для которых используется более сложное определение погрешности). Примеры: 29770,6(5) означает 29770,6 ± 0,5; 21,48(15) означает 21,48 ± 0,15; −2200,2(18) означает −2200,2 ± 1,8.